# プロデューサータグ
プロデューサータグ（Producer tag、単にタグと呼ばれることもある）とは、通常、曲の冒頭に挿入される、作曲者を示す楽曲の要素であり、サウンドロゴの一種である。
ヒップホップで最も顕著に普及している。

## 概要
プロデューサータグは、2000年代に流行し 初期にはプロデューサーが曲の中で自分の作品であると示すとともに 、ビートを盗用から守るために「署名」する方法として使用された。 ヒップホップのトラップジャンルの台頭により、2000 年代後半から 2010 年代前半にかけて、プロデューサータグの使用はより拡大した。
プロデューサータグには通常、トラックで自分の存在を知らせる短くて覚えやすいフレーズが含まれる。ただし、必ずしも聞き取れるフレーズであるとは限らない。
通常、プロデューサーのタグはプロデューサー独自のものであり、プロデューサーの特徴的なスタイルの要素の1つとして機能する。

## 歴史
プロデューサータグは、ヒップホップ音楽が主流の注目を集め始めた1990年代に始まり、ラッパーが楽器演奏に合わせて大声で自分の名前をアナウンスすることが一般的になり、アドリブと呼ばれていた。
プロデューサータグは、クールDJレッドアラートなどのDJによって普及した。
プロデューサータグを自分のトラックに最初に使用したプロデューサーが誰であるかは不明である。当初は、ビートを盗用することに対する防御手段として使用されていた。これは、芸術家が自分の作品に署名することの音楽版である。 DJBoothのLucas Garrisonは次のように書いている。
「ビートを公開した場合、それがどうなるかはほとんど、あるいはまったく制御できない。誰かがクレジットを付与せずに使用したり、さらに悪いことに、自分のものだと主張したりする可能性は十分にある。プロデューサーがこれを防ぐ方法の 1 つは、ドロップを使用することです。冒頭にキャッチーなスニペットを加えることは、透かしのようなもので、そのビートが誰のものなのかを誰もが知ることができる。」
しかし、時間が経つにつれて、プロデューサー タグは署名だけでなく、プロデューサーの「ブランド」を作成する方法にも進化した。これは、リスナーが意識的または無意識的に、誰が作曲したのかを認識させ、覚えさせる目的で、一種のスローガンとして使用されるようになった。  
作曲家たちは、プロデューサータグのフレーズが記憶に残るほど、リスナーに好印象を与える可能性が高くなると考え、これは、人々に音楽を売り込むための方法となった。 また、これは作曲家を音楽の重要な貢献者として確立する方法でもあった。作曲家はクレジットされておらず、一般の聴衆には無名であることが多いため、曲に名前を入れることは、自分たちを認識してもらうために必要だったのである。 
タグは、2000年代後半から2010年代前半にかけてトラップやマンブル・ラップなどのジャンルが人気を博したときに非常に普及し始め、最終的にはヒップホップ・ソングの要素として注目されるようになった。 

## 日本での利用
J-HIPHOPでの利用が最も顕著であるが、そのほかにもJ-POPやVOCALOIDの楽曲でも稀にみられる。